# Интернациональная улица (Минск)
Интернациона́льная улица (бывшая Волоцкая, Сборовая, Крещенская, Тюремная, Преображенская, Октябрьская) — известная с XVI века улица в Верхнем городе Центрального района города Минска. Продолжает улицу Володарского, пересекается улицами Комсомольской, Ленина, Энгельса. Проходит от Городского Вала до улицы Янки Купалы, лежит между Революционной улицей и проспектом Независимости. Нумерация домов ведётся от Городского Вала.
На улице расположен ряд уникальных объектов международного значения: здание Белорусской государственной академии музыки, обновлённый отель «Европа», здание кинотеатра «Победа», дома-музей Ваньковичей и другие. Рядом с улицей находится несколько городских парков и скверов.

## История
С XVI века западная часть улицы называлась Сборовой от построенного на ней в то же время кальвинистского сбора при общей поддержке князя Николая Радзивилла Чёрного и состоятельных минских протестантов. Это название улица сохраняла до 1866 года.
В 1673 году был построен каменный Костёл святого Войцеха и монастырь бенедиктинок в стиле высокого барокко. До 1830-х годов улица упиралась в земляной городской вал, который проходил в направлении современной Романовской Слободы. Когда вал срыли, улица протянулась в Романовское предместье. После поражения восстания 1863—1864 годов костёл святого Войцеха и монастырь бенедиктинок конфисковали и передали Русской православной церкви. На их базе открыли Преображенский монастырь. В 1872 году началась перестройка комплекса в русском стиле. Улицу в 1866 году назвали Тюремной, так как она соединяла город с тюремным замком, а в 1882 году по инициативе жителей переименовали в Преображенскую. В 1899 году в районе тюрьмы была открыта женская правительственная гимназия.
Преображенская была одной из центральных улиц губернского Минска. Длина улицы от Губернаторской до Ново-Романовской составляла 175 саженей (367,5 метра). Эта улица была мощёной, имела тротуары и вечернее освещение. Застраивать её можно было только каменными домами. Часть Интернациональной улицы от Городского Вала до современной улицы Ленина является одной из самых старых улиц Минска.
Восточная часть улицы первоначально называлась «Волоцкая». На пересечении современных Интернациональной и Торговой находилось место, которое называли «Волоки Полоцкие». К нему и вела улица Волоцкая. По мнению некоторых историков, туда полоцкие купцы могли тянуть «волоком» по Свислочи ладьи со своим товаром, так как река не всегда была полноводной. В 1866 году Волоцкая улица была переименована в Крещенскую, а после революции стала Октябрьской.
В первой половине 60-х годов две части улицы были объединены под общим названием «Интернациональная».
Наиболее интересный комплекс улицы сложился в конце XIX — начале XX века. Все постройки вплотную прилегают один к другому, ориентированные главными фасадами на линию застройки, образую уравновешенную композицию.

## Примечательные здания и сооружения
По нечётной стороне:
- № 11 — гостиница Сутина, построен в 1880-е гг., историко-культурная ценность.
- № 21 — дом Монюшко, построен в XVIII веке, в доме проживал композитор Станислав Монюшко, историко-культурная ценность.
- № 33а — дом Ваньковичей, усадебный дом конца XVIII — начала XIX века, историко-культурная ценность.

По чётной стороне:
- № 16 — дом Лившица, построен в 1913 году, историко-культурная ценность.
- № 20 — кинотеатр «Победа», построен в 1929 году, восстановлен в 1947 году, историко-культурная ценность.
- № 28 — гостиница «Европа», построена в XIX — начале XX века, историко-культурная ценность.
- № 30 — Белорусская государственная академия музыки, построена в 1958 году, историко-культурная ценность.

## Транспорт
Автомобильное движение на участке от улицы Городской Вал до площади Свободы одностороннее, от площади Свободы до улицы Янки Купалы — двустороннее. В 250 метрах от пересечения с улицей Энгельса находится станция метро «Октябрьская»/«Купаловская», в 310 метрах от пересечения с улицей Ленина — станция Немига. Трамвайная линия, которая проходила по Интернациональной улице, существовала с 1929 года. В 1949 году она была обновлена после войны, но в 1967 году во время уменьшения минской трамвайной сети линия была разобрана. В 1967—2006 годах по улице пролегали троллейбусные маршруты.